# Mimacanthocinus
Mimacanthocinus es un género de escarabajos longicornios de la tribu Acanthocinini que contiene una sola especie, Mimacanthocinus tonkinensis. La especie fue descrita por Breuning en 1958.
Se distribuye por Vietnam. Mide aproximadamente 14 milímetros de longitud.